# ليونارد موتشيولسكي
اللواء ليونارد موتشيولسكي (بالرومانية: Leonard Mociulschi) قائد عسكري روماني إبان الحرب العالمية الثانية، وُلد في سيمينيتسيا بإقليم بوتوشان التابع لإمارة مولدوفا بمملكة رومانيا بتاريخ 27 مارس 1889، حارب بجانب القوات النازية ضد الاتحاد السوفيتي خلال معارك الجبهة الشرقية وتم تكريمه خمس مرات من جانب القيادة العليا للجيوش الألمانية، تقاعد بعد نهاية الحرب وتحيدا عام 1947 ثم أُعتقل على يد أعضاء النظام الروماني الشيوعي وقُدّم للمحاكمة بتهمة الخيانة العظمى وارتكاب جرائم ضد الدولة عام 1948 وحُكم عليه بالسجن وأُطلق سراحه عام 1964، وتوفي في براشوف بجمهورية رومانيا الاشتراكية في 15 إبريل 1979.

## وصلات خارجية
- General de divizie Leonard Mociulschi
- Sit oficial al familiei Mociulschi